# Agenzia mondiale antidoping
Agenzia mondiale antidoping o, in lingua inglese, World Anti-Doping Agency (WADA), è una fondazione a partecipazione mista pubblico-privata, istituita per volontà del Comitato Olimpico Internazionale il 10 novembre 1999 a Losanna, per coordinare la lotta contro il doping nello sport.  
La sede di Losanna rimane comunque l'ufficio di coordinamento dell'Europa. Altre sedi coordinative sono sorte poi in Asia, Africa/Oceania ed America Latina. La Wada è responsabile del Codice mondiale antidoping, adottato da più di 650 organizzazioni sportive, incluse federazioni sportive internazionali, organizzazioni nazionali antidoping, CIO ed il Comitato Internazionale Paralimpico. Dal 2020 il presidente è Witold Banka.
Finanziata inizialmente per intero dal Comitato Olimpico Internazionale, oggi riceve da quest'ultimo soltanto metà delle sovvenzioni, mentre la restante parte proviene da alcuni stati e governi che aderiscono al programma. A dirigere la WADA, suddivisi in ugual numero, sono rappresentanti di movimenti sportivi (inclusi gli atleti) e governi di vari stati del mondo. Le attività più importanti comprendono ricerche scientifiche, formazione, sviluppo di modalità antidoping ed il monitoraggio del Codice mondiale antidoping.
Nel settembre 2024 è stata al centro di una controversia mediatica per la richiesta di squalifica di 1-2 anni ai danni del tennista Jannik Sinner in riferimento alla precedente accusa di doping, che ha visto il tennista assolto in primo grado di giudizio.

## Organizzazione
La massima autorità decisionale all'interno della WADA è costituita dai 38 membri del consiglio di fondazione, composto dai rappresentanti del CIO e dei vari governi nazionali in egual numero. Sono gli stessi membri del consiglio ad eleggere il presidente della fondazione. La maggior parte delle decisioni quotidiane sono delegate ad un gruppo di 12 membri con potere esecutivo, suddivisi anch'essi equamente tra portavoce del CIO e dei governi. Fanno parte dell'organizzativo anche alcune sezioni che si occupano della finanza e dell'amministrazione, inclusa una commissione composta da atleti.
La WADA è un'organizzazione internazionale che delega il lavoro alle singole nazioni ed alle organizzazioni nazionali anti doping (NADO), controllandone l'operato affinché sia conforme al Codice mondiale antidoping. Inoltre, la WADA accredita circa 30 laboratori che eseguono le analisi scientifiche necessarie al controllo anti doping.
Gli statuti della WADA e del Codice mondiale antidoping stabiliscono che nell'ultima fase di giurisdizione in casi di doping le decisioni siano prese dalla Court of Arbitration for Sport.

### Agenzie nazionali
Nei singoli stati sono state istituite agenzie nazionali quali derivazioni funzionali dell'Agenzia mondiale antidoping, con la responsabilità esclusiva in materia di adozione ed applicazione delle norme in conformità al Codice mondiale antidoping.
In Italia, tramite un accordo tra CONI e governo italiano, è stata istituita la NADO Italia, alle cui dipendenze vi è il Tribunale nazionale antidoping e la Procura nazionale antidoping.

### Comitato esecutivo
| Carica          | Nome              | Paese       |
| --------------- | ----------------- | ----------- |
| Presidente      | Witold Bańka      | Polonia     |
| Vice-Presidente | Yang Yang         | Cina        |
| Membri          | Jiří Kejval       | Rep. Ceca   |
| Membri          | Danka Barteková   | Slovacchia  |
| Membri          | Uğur Erdener      | Turchia     |
| Membri          | Ingmar De Vos     | Belgio      |
| Membri          | Amira El Fadil    | Sudan       |
| Membri          | Nenad Lalovic     | Serbia      |
| Membri          | Richard Colbeck   | Australia   |
| Membri          | Kameoka Yoshitani | Giappone    |
| Membri          | Dan Kersch        | Lussemburgo |
| Membri          | Andrea Sotomayor  | Ecuador     |

## Il Codice mondiale antidoping
Il Codice mondiale antidoping WADA è un documento redatto al fine di conformare i regolamenti antidoping in tutti gli sport e in tutte le nazioni. Contiene una lista, aggiornata ogni anno, delle sostanze proibite e dei metodi che gli sportivi non possono utilizzare. È stato adottato dalle organizzazioni sportive nel 2004, prima dei Giochi olimpici di Atene. Nel novembre 2007, alla Terza conferenza mondiale sul doping nello sport, più di 650 organizzazioni sportive (federazioni sportive internazionali, organizzazioni nazionali antidoping, il CIO, il Comitato Internazionale Paralimpico e svariate federazioni professionistiche di vari stati del mondo) hanno adottato all'unanimità una revisione del codice, entrata in vigore il 1º gennaio 2009.
Nel 2013 sono stati approvati successivi emendamenti al codice: è stata raddoppita la sanzione per la prima infrazione, laddove il doping intenzionale è conclamato, ed è stata abbassata la pena per coloro che violano le regole involontariamente e che cooperano con l'agenzia antidoping. Gli aggiornamenti sono in vigore dal 1º gennaio 2015.
Il 16 novembre 2017 il consiglio di fondazione della WADA ha avviato il processo di revisione del codice del 2021, che prevedeva anche una revisione degli standard internazionali. Durante questo periodo le parti interessate hanno avuto molteplici opportunità di contribuire e formulare raccomandazioni su come rafforzare ulteriormente il programma globale antidoping. A seguito del processo di revisione, le parti sono state invitate a intervenire pubblicamente sul codice e sugli standard proposti durante la quinta conferenza mondiale dell'Agenzia sul doping nello sport a Katowice, in Polonia - un'opportunità che è stata colta da oltre 70 organizzazioni - prima che il codice e le norme inerenti venissero approvati rispettivamente dal Consiglio di fondazione e dal Comitato esecutivo.
Il codice mondiale antidoping 2021 è entrato in vigore il 1º gennaio 2021.

## Convenzione antidoping del Consiglio d'Europa
La convenzione antidoping del Consiglio d'Europa, stipulata a Strasburgo il 16 dicembre 1989, stabilì per la prima volta gli standard legali da applicare in campo sportivo. Fu firmata da 48 stati che fanno parte del Consiglio d'Europa e alcuni altri stati non-membri come Australia, Bielorussia, Canada e Tunisia. La convenzione è aperta all'adesione di altri stati non europei. L'obiettivo non è quello di creare un modello universale antidoping, ma di stabilire alcuni standard comuni e regole da adottare in campo legislativo, finanziario, tecnico ed educativo. In questo senso la convenzione si batte per gli stessi obiettivi della WADA, senza esservi direttamente collegata.
Il trattato, inoltre, introduce un gruppo di controllo, il cui fine è quello di monitorare l'applicazione delle regole e di riesaminare periodicamente i metodi e le sostanze proibiti, riportati in un elenco allegato al testo principale. Un altro protocollo addizionale alla convenzione, entrato in vigore il 1º aprile 2004, ha l'obiettivo di garantire il riconoscimento reciproco dei controlli antidoping e il rafforzamento e la messa in atto dell'accordo tramite un sistema di controllo vincolante.

## Convenzione internazionale UNESCO contro il doping nello sport
Considerando che molti governi non possono essere legalmente vincolati da un documento non governativo come il Codice mondiale antidoping, i singoli stati hanno deciso di riconoscere la Convenzione Internazionale UNESCO contro il doping nello sport, il primo trattato a livello mondiale sul doping, adottato all'unanimità da 191 governi alla Conferenza Generale UNESCO nell'ottobre del 2005, entrato in vigore nel febbraio 2007. Dal giugno 2013, 189 stati hanno ratificato la Convenzione, stabilendo in termini di velocità un record UNESCO.
La convenzione UNESCO è uno strumento pratico e giuridicamente vincolante che consente ai governi di allineare la politica nazionale al Codice mondiale antidoping, unificando così le norme in materia. Formalizza l'impegno dei governi nel contrastare il doping: prevede agevolazioni sui controlli antidoping e sostiene programmi di test a livello nazionale; incoraggia la "best practice" in materia di classificazione, promozione e distribuzione di prodotti che potrebbero favorire la diffusione delle sostanze proibite; trattiene una quota finanziaria a coloro che praticano o sostengono il doping; adotta misure contro la produzione e il traffico di sostanze dopanti; incoraggia la creazione di codici di condotta per le professioni annesse allo sport e all'antidoping; finanzia formazione e ricerca.

## Whereabouts
L'agenzia lavora affinché siano rispettati i principi primi dello sport, perciò stila ogni 6 mesi anche un elenco di sostanze che gli atleti non possono assumere. I migliori dieci atleti al mondo delle varie discipline entrano automaticamente a far parte del programma di sorveglianza WADA e sono soggetti alla compilazione del WHEREABOUTS INFORMATION FORM. Il documento deve essere presentato trimestralmente comunicando per ogni giorno di calendario le località di allenamento, gli orari e il luogo del soggiorno abituale. Per ogni giorno l'atleta è obbligato ad indicare un periodo di 60 minuti durante il quale potrà essere sottoposto al test antidoping. Se non viene rintracciato, è sanzionato con un richiamo pubblico dalla federazione di appartenenza. Nel caso si evidenzino tre mancati controlli nell'arco di 18 mesi, scatta automaticamente la squalifica per due anni. Ogni variazione del programma deve essere comunicata alla WADA con almeno 24 ore di anticipo. Questo programma nasce per proteggere l'integrità dello sport e gli atleti puliti, un passo importante nella lotta al doping.

## Presidenti
| N.  | Nome         | Nazione     | Periodo        | Note  |
| --- | ------------ | ----------- | -------------- | ----- |
| I   | Dick Pound   | Canada      | 1999–2007      |       |
| II  | John Fahey   | Australia   | 2008–2013      |       |
| III | Craig Reedie | Regno Unito | 2014–2019      | [ 3 ] |
| IV  | Witold Bańka | Polonia     | 2020-in carica |       |